# West Lake Hills
West Lake Hills és una població dels Estats Units a l'estat de Texas. Segons el cens del 2000 tenia 3.116 habitants.

## Demografia
Segons el cens del 2000, West Lake Hills tenia 3.116 habitants, 1.143 habitatges, i 873 famílies. La densitat de població era de 322,5 habitants per km².
Dels 1.143 habitatges en un 40% hi vivien nens de menys de 18 anys, en un 69% hi vivien parelles casades, en un 5,2% dones solteres, i en un 23,6% no eren unitats familiars. En el 17,5% dels habitatges hi vivien persones soles el 6% de les quals corresponia a persones de 65 anys o més que vivien soles. El nombre mitjà de persones vivint en cada habitatge era de 2,71 i el nombre mitjà de persones que vivien en cada família era de 3,1.
Per edats la població es repartia de la següent manera: un 28,1% tenia menys de 18 anys, un 4,3% entre 18 i 24, un 22,1% entre 25 i 44, un 35,5% de 45 a 60 i un 10,1% 65 anys o més.
L'edat mediana era de 43 anys. Per cada 100 dones de 18 o més anys hi havia 97,3 homes.
La renda mediana per habitatge era de 116.905 $ i la renda mediana per família de 132.913 $. Els homes tenien una renda mediana de 98.371 $ mentre que les dones 43.969 $. La renda per capita de la població era de 55.651 $. Aproximadament el 0,6% de les famílies i el 2% de la població estaven per davall del llindar de pobresa.

## Poblacions més properes
El següent diagrama mostra les poblacions més properes.